# 飲む打つ買う
飲む打つ買う（のむうつかう）は、江戸時代の日本からの言葉。

## 概要
男が道楽の限りを尽くすということを意味する。江戸時代の男性の三道楽と呼ばれていたものである。飲むは酒で、打つは賭博で、買うは買春である。
この飲む打つ買うという娯楽は江戸っ子の感覚との親和性が高いものであった。江戸っ子というのは財布にたくさんの金があればたくさん使ってしまえば良いという形で遊興に消費を行いがちであった。
落語家の三遊亭圓生というのは元は山遊亭猿松という名であった。それが改名してこの名になったのは「飲む打つ買う」の3つの娯楽をもじったからであった。

### 現代日本
昭和においては飲む打つ買うとは男のたしなみであった。昭和においては飲むは飲食業、打つはパチンコなどの賭博、買うは性風俗産業であった。それが平成になってからはいずれもが流行らなくなっている。2010年代になってからは若い世代はほとんどがこのようではなくなっている。打つである賭博はいずれもが縮小しており、2018年時点では競馬はピーク時より40％ほどが減少しており、パチンコは3分の2ほどまでに縮小している。飲むである飲食業も20％ほどが減少している。

#### 娯楽の低コスト化
娯楽がこのように変化しているのは低コスト化しているからである。インターネットが普及したことで娯楽のコストというものが大幅に下がった。スマートフォンを使用することでインターネットをするならばコストは基本的に無料で、ゲームをしてガチャをしても月に3万円程度でも、酒や賭博や風俗と比較したならば大きな金額ではない。キャバクラが流行らなくなっているのであるが、これは話が合うとも限らない女性が隣に座り、カラオケを歌うにしても自分のペースで歌うこともできない時間であるために、若者にとってはキャバクラとはコストパフォーマンスが無い消費ともいえ、このためにキャバクラの割高感が明らかになればその利用は減少していくことになるといえる。

#### 夫婦共働き
男性が家事を行ったり女性が社会で働く共働きとなっていることも男性的な娯楽産業の衰退の原因となっている。専業夫婦の時代には男性が妻に生活費を渡そうとも男性が使える予算を設定できて、その中から男性は自由に娯楽に消費をすることができていた。そして男性には強い発言権が存在していた。だが共働きになれば妻も生活費を入れることになっているから女性が家計の主導権を握るようになっており、男性が自由に予算を使えなくなっている。また共働きとなったならば家事を分担することにもなり、こうならば男性は帰宅して家事をしなければならならず帰るのが遅くなるならば連絡しなければならないために、男性は男性的娯楽産業で金と時間を使ってから終電で帰るというような気まぐれの出費は不可能になっている。